# 大唇凹腹鱈
大唇凹腹鱈，為輻鰭魚綱鱈形目鼠尾鱈科的其中一種。分布於西印度洋肯亞、莫三比克、馬達加斯加及南非北部海域，屬深海底棲魚類，棲息深度在421-832公尺，體長可達30公分，棲息在底層水域，生活習性不明。